# Danssuite
Danssuite (Russisch: Танцевальная сюита, Tantsevalnaya syuita) is een compositie van Aram Chatsjatoerjan.

## Geschiedenis
Chatsjatoerjan was nog in opleiding toen hij aan zijn eerste composities begon. Het begon rond 1925 met kamermuziek voor piano solo en/of in het duovorm met viool of cello. Al in 1927 schreef hij zijn eerste muziek bij een toneelstuk: Oom Bagdasar van Akop Paronjan. Tussen allerlei obscure werkjes en werken ontstonden ook een onvoltooid strijkkwartet en een voltooide Sonate voor viool en piano. De ontwikkeling liep door naar een Trio voor piano, klarinet en cello en zijn Toccata. Uit die periode stamt ook zijn danssuite, die gecomponeerd is voor 1933. Het was een serieuze opstap richting zijn examenwerk Symfonie nr. 1 uit 1934. Achteraf bleef het gissen of de suite in één keer gecomponeerd is of dat Chatsjatoerjan het uitgesmeerd had over een aantal jaren. 
De eerste uitvoering vond plaats in de lente van 1933 in de grote zaal van het Conservatorium van Moskou door een studentenorkest onder leiding van Nikolaj Anosov. Gezien de ontstaansgeschiedenis is onbekend of het werk toen al voltooid was in de opzet die we in de 21e eeuw kennen of dat er toen slechts vier delen afgerond waren. Deel 5 zou volgens de componist twee jaar later dan de andere delen geschreven zijn, maar van de andere delen is de datering ook onduidelijk. Chatsjatoerjan bleef sleutelen aan dit jeugdwerk en kon dat ook doen omdat het gedurende zijn leven niet officieel werd uitgegeven. Chatsjatoerjan leidde echter zelf diverse keren dit werk in en buiten de Sovjet-Unie. 
Populair werd de suite niet; in 2022 zijn er slechts drie opnamen beschikbaar. Loris Tjeknavorian nam het met het Philharmonisch Orkest van Armenië in oktober 1995 op voor een serie van ASV Records (DCA964) gewijd aan muziek van de componist.  

## Suite
De danssuite is gerelateerd aan de volksmuziek in het gebied de Kaukasus, maar heeft niets met ballet te maken. Hij is geboren in Georgië uit Armeense voorouders. Het gebruik van volksmuziek was ook een van de elementen die teruggevonden worden in de muziek van zijn leraar Nikolaj Mjaskovski.
De danssuite is opgebouwd uit vijf delen, die verwijzen naar de Kaukasus:
1. Transkaukasische dans
2. Armeense dans
3. Oezbeekse dans
4. Oezbeekse mars
5. Lezginka (dans uit Oekraïne)

In deel drie zit een verwijzing naar het eerdergenoemde Trio, maar dan in een uitgebreide orkestratie. Van sommige deeltjes bestaat een arrangement voor harmonieorkest. Veel later zou Chatsjatoerjan oogsten met zijn balletten Spartacus en Gayaneh. 
Orkestratie
- 3 dwarsfluiten (III ook piccolo), 3 hobo’s (III ook althobo), 3 klarinetten (III ook basklarinet), 2 fagotten (II ook contrafagot
- 4 hoorns, 2 trompetten, 3 trombones, 1 tuba
- pauken, percussie, harp
- violen, altviolen, celli, contrabassen